# 필라르 바르뎀
필라르 바르뎀(Pilar Bardem, 1939년 3월 14일~2021년 7월 17일)은 스페인의 배우이다.

## 출연 작품
- 레이 기타노 (2015)
- 알라트리스테 (2006)
- 디스 이즈 낫 더 프라이빗 라이프 오브 하비에르 크라헤 (2005)
- 20 센티미터 (2005)
- 디오스 (2001)
- 라스트 데스페라도 (2000)
- 라이브 플래쉬 (1997)
- 어머니 (1995)
- 글로리아 두케 (1995)
- 젖소 (1992)
- 룰루 (1990)
- 의혹 (1972)